# Micropsectra
Micropsectra är ett släkte av tvåvingar som beskrevs av Jean-Jacques Kieffer 1908. Micropsectra ingår i familjen fjädermyggor.

## Dottertaxa tillMicropsectra, i alfabetisk ordning[1][2]
- Micropsectra albifasciata
- Micropsectra analis
- Micropsectra andalusiaca
- Micropsectra angorensis
- Micropsectra appendica
- Micropsectra apposita
- Micropsectra aristata
- Micropsectra atitlanensis
- Micropsectra atrofasciata
- Micropsectra attenuata
- Micropsectra auvergnensis
- Micropsectra baishanzua
- Micropsectra barbatimana
- Micropsectra bavarica
- Micropsectra bidentata
- Micropsectra bodanica
- Micropsectra borealis
- Micropsectra brundini
- Micropsectra bryanti
- Micropsectra calcifontis
- Micropsectra candida
- Micropsectra capicola
- Micropsectra chlorophila
- Micropsectra chuzelonga
- Micropsectra chuzenotescens
- Micropsectra chuzeprima
- Micropsectra clastrieri
- Micropsectra clava
- Micropsectra confundendus
- Micropsectra connexa
- Micropsectra contracta
- Micropsectra curtimanus
- Micropsectra curvicornis
- Micropsectra daisenensis
- Micropsectra davigra
- Micropsectra deflecta
- Micropsectra diceras
- Micropsectra dives
- Micropsectra excisa
- Micropsectra exsecta
- Micropsectra fossarum
- Micropsectra franzi
- Micropsectra freyi
- Micropsectra fusca
- Micropsectra geminata
- Micropsectra globulifera
- Micropsectra groenlandica
- Micropsectra hawaiiensis
- Micropsectra heptameris
- Micropsectra hidakabecea
- Micropsectra hortensis
- Micropsectra hydra
- Micropsectra imicola
- Micropsectra insignilobus
- Micropsectra interilobus
- Micropsectra intrudens
- Micropsectra jokaquarta
- Micropsectra jokatertia
- Micropsectra junci
- Micropsectra kaalae
- Micropsectra kamisecunda
- Micropsectra klinki
- Micropsectra koreana
- Micropsectra lacteiclava
- Micropsectra lacustris
- Micropsectra lanceolatus
- Micropsectra latifasciata
- Micropsectra latifrons
- Micropsectra lincki
- Micropsectra lindebergi
- Micropsectra lindrothi
- Micropsectra lobata
- Micropsectra lobatifrons
- Micropsectra logani
- Micropsectra longicrista
- Micropsectra longimanus
- Micropsectra longiradius
- Micropsectra longitarsis
- Micropsectra malla
- Micropsectra miikesecunda
- Micropsectra miki
- Micropsectra mongolmeneus
- Micropsectra montana
- Micropsectra monticola
- Micropsectra nepalensis
- Micropsectra nigripila
- Micropsectra nigrofasciata
- Micropsectra notescens
- Micropsectra pallida
- Micropsectra pallidula
- Micropsectra paralaccophilus
- Micropsectra paraniger
- Micropsectra pharetrophora
- Micropsectra pilgeru
- Micropsectra polita
- Micropsectra praticola
- Micropsectra proximalis
- Micropsectra quadriloba
- Micropsectra quinaria
- Micropsectra radialis
- Micropsectra recurvata
- Micropsectra rilensis
- Micropsectra robusta
- Micropsectra roseiventris
- Micropsectra rufofasciata
- Micropsectra scandinaviae
- Micropsectra schrankelae
- Micropsectra sedna
- Micropsectra seguyi
- Micropsectra semivillosus
- Micropsectra septentrionalis
- Micropsectra serrata
- Micropsectra sexannulatus
- Micropsectra shinaensis
- Micropsectra silvesterae
- Micropsectra simantoneoa
- Micropsectra sofiae
- Micropsectra solitaria
- Micropsectra spinigera
- Micropsectra subnitens
- Micropsectra suecicus
- Micropsectra taiwanus
- Micropsectra tamaprima
- Micropsectra tori
- Micropsectra tricrenata
- Micropsectra tuberosa
- Micropsectra tusimakelea
- Micropsectra tusimalemea
- Micropsectra tusimamenea
- Micropsectra tusimaneoa
- Micropsectra tusimaopea
- Micropsectra tusimapequea
- Micropsectra tusimaquerea
- Micropsectra tusimaresea
- Micropsectra utonaitertia
- Micropsectra vernalis
- Micropsectra viridoscutellata
- Micropsectra viridscutellata
- Micropsectra xantha
- Micropsectra yunoprima
- Micropsectra zernyi